# مارك هانسون
مارك هانسون (بالإنجليزية: Mark Hanson)‏ هو قس أمريكي، ولد في 2 ديسمبر 1946 في منيابولس في الولايات المتحدة.